# Тармо Уусівірта
Тармо Уусівірта (фін. Tarmo Uusivirta; 5 лютого 1957 — пом. 13 грудня 1999) — фінський професійний боксер, призер чемпіонатів світу та чемпіон Європи серед аматорів.

## Аматорська кар'єра
1977 виграв чемпіонат Фінляндії. Пізніше ставав чемпіоном Фінляндії ще чотири рази.
На чемпіонаті Європи 1977 програв у другому бою Іллі Ангелову (Болгарія).
На чемпіонаті світу 1978 завоював срібну медаль.
- В 1/8 фіналу переміг Роберта Пфічера (Австрія) — 5-0
- У чвертьфіналі переміг Стівена Мой (Кенія) — 4-1
- У півфіналі переміг Іллю Ангелова (Болгарія) — 5-0
- У фіналі програв Хосе Гомес Мастельєру (Куба) — 0-5

На чемпіонаті Європи 1979 став чемпіоном.
- В 1/8 фіналу переміг Роберта Пфічера (Австрія) — AB 1
- У чвертьфіналі переміг Павела Галуса (Чехословаччина) — DQ 3
- У півфіналі переміг Манфреда Гебауера (НДР) — RSC 2
- У фіналі переміг Валентина Сілагі (Румунія) — 5-0

На Олімпійських іграх 1980 програв через травму у першому бою Єжи Рибицькому (Польща).
На чемпіонаті Європи 1981 програв через травму в другому бою Валентину Сілагі (Румунія).
На чемпіонаті світу 1982 завоював срібну медаль.
- В 1/8 фіналу переміг Андреаса Шрота (НДР) — 5-0
- У чвертьфіналі переміг Станіслава Лакомця (Польща) — 5-0
- У півфіналі переміг Педро ван Рамсдонка (Нідерланди) — 5-0
- У фіналі програв Бернардо Комасу (Куба) — KO 3

## Професіональна кар'єра
1982 року розпочав професійну кар'єру. Впродовж десяти років провів 31 бій, не вигравши жодного титулу.

## Смерть
Після завершення активної кар'єри почав зловживати спиртними напоями. Він втратив права водія, що поставило під загрозу його роботу, і наклав на себе руки 13 грудня 1999 року.